# Schizocosa incerta
Schizocosa incerta är en spindelart som först beskrevs av Bryant 1934.  Schizocosa incerta ingår i släktet Schizocosa och familjen vargspindlar. Inga underarter finns listade i Catalogue of Life.